# Poiso-Pass
Der Poiso-Pass (Portugiesisch: Paso do Poiso) ist ein 1.412 Meter hoher Übergang von Funchal, der Hauptstadt der portugiesischen Region Madeira, nach Faial im Nordosten der Insel. Der Pass wird von der Straße ER103 genutzt, von Süden führt auch die Straße ER203 zu ihm. Auf der Passhöhe kreuzt ihn die von Ribeiro João Gonçalves kommende Straße ER202, die von der Passhöhe über 7 Kilometer Länge auf den dritthöchsten Berg der Insel, den Pico do Arieiro, weiterführt. Sechs Kilometer nördlich der Passhöhe liegt Ribeiro Frio mit einer Forellenzuchtstation am Rand des UNESCO-Weltnaturerbes Lorbeerwald Laurisilva von Madeira. Wenige Meter von der Passhöhe befindet sich in einem 1850 unter dem damaligen Gouverneur José Silvestre Ribeiro als Schutzhaus errichteten Gebäude das Restaurant Casa de Abrigo do Poiso.